# Capitonisaldoida
Capitonisaldoida is een geslacht van wantsen uit de familie van de Saldidae (Oeverwantsen). Het geslacerd voor het eerst wetenschappelijk beschreven door J. Polhemus & D. Polhemus in 1991.

## Soorten
Het genus is monotypisch en bevat alleen de volgende soort:

- Capitonisaldoida cryptica J. Polhemus & D. Polhemus, 1991